# Glareola lactea
La  pernice di mare minore (Glareola lactea, Temmick 1820) è un piccolo caradriiforme della famiglia delle pernici di mare (glareolidae).
Si trova in India, Pakistan occidentale e sudest Asia. Nidifica nella ghiaia o nei banchi di sabbia dei fiumi, deponendo 2-4 uova.
Questa specie è 16,5-18,5 cm in lunghezza, con un'apertura alare di 15–16 cm.
A causa della sua piccola taglia, può essere confuso, in volo, con i rondoni o le rondini.
Questo uccello ha zampe corte, lunghe ali appuntite e coda corta. Il suo becco corto è un adattamento per il nutrimento in volo. Sul terreno appare di color grigio chiaro (da cui lactea, lattea). La cresta è marrone.
Le ali sono grigie in alto con righe nere e righe bianche e nere all'estremità delle piume interne. Le sottoali sono nere. L'addome è bianco.
La sua caratteristica più insolita è che, seppur classificato come trampoliere, esso caccia la sua preda in volo come la rondine, sebbene esso possa cibarsi sul terreno.
È una specie da aperta campagna, e si può vedere spesso vicino all'acqua di sera, a caccia di insetti.